# Серо Торе
Серо Торе (шп. Cerro Torre) је једна од планина јужног Патагонијског леденог поља у Јужној Америци . Налази се на граници између Аргентине и Чилеа,  западно од Фиц Роја (познатијег и као Серо Чалтен). Са 3,128 m, овај врх је највиши од четири врха у овом ланцу: остали врхови су Торе Егер (2,658 m),  Пунта Херон  и Серо Стандхарт. Врх планине често је обликован формацијом која подсећа на печурку, насталу од наслага иња, формиране сталним јаким ветровима, што повећава потешкоће у успону до врха.

## Први успон
Чезаре Маестри (италијански - Cesare Maestri) је 1959. године тврдио да су се он и Тони Егер попели до врха и да је Егер страдао у лавини док су се спуштали. Маестри тврди да је Егер имао камеру са сликама успона, али ова камера никада није пронађена. Недоследности у Маестријевом извештају, као и недостатак анкера, клинова или фиксираних ужади на рути, навели су већину планинара да сумњају у Маестријеву тврдњу.   Године 2005. Ермано Салватера, Роналдо Гариботи и Алесандро Белтрами, после многих покушаја светских алпиниста, направили су потврђену руту којом је Маестри тврдио да се попео.   Нису пронашли никакве доказе о претходном пењању на рути коју је описао Маестри и утврдили су да се рута значајно разликује од Маестријевог описа.
Маестри се вратио на Серо Торре и покушао попети се новом рутом на југоисточној страни 1970. са Ецио Алимонтом, Данијеле Анђелијем, Клаудио Балдесаријем, Карло Клаусом и Пјетро Видијем. Уз помоћ компресорске бушилице на гас, Маестри је опремио 350 m стене са клиновима и стигао до краја стеновитог дела планине, одмах испод "ледене печурке".  Маестри је тврдио да "печурка није део планине" и није наставио до врха. Компресор је остављен и везан за последње клинове, 100 m испод врха. Маестри је био жестоко критикован због "непоштених" метода које је користио да се попне на планину. 
Рута коју је Маестри пратио, сада је позната као Компресорска рута, а на врх су се попели 1979. Џим Бридвел и Стив Бруер.   Већина планинара успон сматра завршеним само ако се попне на, веома захтевну, "ледену печурку".
Први неприкосновени успон остварили су 1974. године планинарска група "Рањи ди Леко" (ита. - Gruppo "Ragni di Lecco") Даниеле Кјапа, Марио Конти, Касимиро Ферари и Пино Негри.  Спорови у вези са Маестријевим тврдњама су у фокусу књиге о Серо Тореу из 2014. године "Кула" од аутора Кели Кордес. 

## Накнадни успони
Године 1977. први успон у алпском стилу завршили су Дејв Кармен, Џон Брег и Џеј Вилсон (САД). Требало им је недељу дана да дођу на врх Серо Торе, док је италијанској групи требало два месеца да дођу до врха.  1980. године, Бил Денз (Нови Зеланд) је покушао први "соло" успон Компресорске руте. Током пет месеци, покушао је 13 пута, али су га олује на сваком кораку одбијале. У свом последњем покушају, у новембру 1980. године, приближио се на 60 метара од врха.
У јануару 2008. године, Роландо Гариботи и Колин Хејли су направили прву потпуну траверзу преко целог масива, пењући се уједно и на Агуја Стандхардт, Пунта Херон, Торе Егер и Серо Торе. Они своју руту оцењују као VI 5.11 A1 WI6 Mushroom Ice 6, са 2,200 m укупног вертикалног успона. Ово је била „једна од најпознатијих, епских, непређених линија на свету“, коју је први покушао Ермано Салватера. 
Аустријски планинар Дејвид Лама је 2010. год. сматран одговорним за око 30 нових клинова и стотине метара фиксираног ужета који су додати на "Компресорску руту" на планини (због лоших временских услова, велики део опреме је остављен на планини и касније уклоњен од стране локалних планинара).   Иако је клинове избушио аустријски водич Маркус Пучер,  а не лично Лама, то је урађено у оквиру његовог путовања које је спонзорисао Ред Бул, а многи пењачи сматрају Ламу и Ред Бул као одговорне. Многи клинови су избушени поред пукотина, које обично користе пењачи за заштиту на траси.  Ово је изазвало многе контроверзије у круговима одређених пењача, јер су његови поступци неетички према стандарду који пропагирају чистији (традиционалнији) планинари. Иако Лама није био свестан великог броја вијака који су избушени, преузео је пуну одговорност за те акције. У наредним годинама, јавно је жалио због онога што се догодило. 
16. јануара 2012. године, Хејден Кенеди (САД) и Џејсон Крук (Канада), направили су први "fair-means" (израз који се користи да опише разумну употребу клинова ради безбедности и естетике, "дуго прихваћену праксу у [патагонијском] планинском ланцу") успон на југоисточни гребен, у близини контроверзне Компресорске руте, користећи само два Маестријева оригинална постројена клина на чеоном зиду.  Након изласка на врх, Кенеди и Крук су уклонили 125 клина током спуштања. Колин Хејли, који је посматрао успон са Норвегоса, проценио је да им је за успон требало тринаест сати од свог кампа до врха. Хејли је изјавиоː „Брзина којом су се кретали кроз нетакнуту земљу на горњем делу зида свакако је сведочанство о Хејденовим вештинама на стенама“.  Било је много дискусија о уклањању клинова са Компресорске руте од стране Кенедија и Крука. Међутим, решење међу планинарском заједницом је сагласност за уклањање вијака и прихватила је њихове акције, говорећи да су „вратили југоисточни гребен Серо Тореа у царство праве авантуре“. 
У контрасту са слободним успоном Дејвида Лама, Кенеди и Крук нису користили Маестријеве клинове током њиховог успона. Лама је проценио тежину свог слободног успона, који је пратио нову линију која заобилази прелазак преко клинова и води кроз горњи зид. Он је овај успон окарактерисао као степен X− (тежак 8а, али веома захтеван психички; на пример, пењање по лабавим каменчићима и дугим размакнутим секцијама без осигурања). Лама је изјавио да је поновно пењање оригиналне Компресорске руте практично немогуће, посебно због тога што се камење у последњим деловима не може пењати.

## Значајни успони и успонски покушаји
- 1959 – Чезаре Маестри (Италија) и Тони Егер (Аустрија) – Неуспешан покушај северне стране. Егер је умро.
- 1970 – Маестри и др. (Италија), Компресорска рута до 60 метара испод врха. [18]
- 1973 - Кевен Керол (АУС) и Стевен МцАндревс (САД) западна страна 5. успон. Погинули при спуштању од пада камења. Раније виђен на врху гребена.
- 1974 – Данијеле Кјапа, Марио Конти, Казимиро Ферари и Пино Негри (Италија). Први неприкосновени успон.
- 1977 – Дејв Кармн, Џон Брег и Џеј Вилсон (САД). Први успон у алпском стилу. [3]
- 1979 - Џим Бридвел и Стив Бруер су завршили успон Компресорске руте.
- 1981 - Том Проктор и Фил Бурк (Енглеска). Диедре, источна страна до северне стране и повлачење испод ледене преграде.
- 1985. 3–8. јул, први зимски успон Паоло Карузп, Маурицио Ђароли и Ермано Салватера (Италија). [18]
- 1985. 26. новембар Компресорска рута - први соло Марка Педринија (Швајцарска).  Снимио Фулвио Мариани: Cerro Torre Cumbre .
- 2004. Пет година до раја (ЕД:ВИ 5.10б А2 95 степени, 1000 м): Ермано Салватера, Алесандро Белтрами и Ђакомо Росети (Италије).
- 2006. 22. јануар – Криштоф Белчински и Марчин Томашевски (Пољска) направили 2. или 3. успон Компресорском рутом до врха у алпском стилу, 33 сата повратно од норвешког кампа.
- 2008. 25. фебруар – Валериј Розов је направио први скок костимом са крилима са Серо Тореа. [19]
- 2012, 16. јануар – Први успон на Југоисточни гребен (5.11 А2), без употребе клинова од Цесареа Маестрија на Компресорској рути, Хејден Кенеди и Џејсон Крук. [14]
- 2012. 19. јануар – Први слободан успон на југоисточни гребен новом варијантом, такође без употребе вијака Цесареа Маестрија на Компресорској рути Давида Ламаː Лама и Ортнер.
- 2013. фебруар – Први слободни "соло" успон Серо Тореа, аустријски алпиниста Маркус Пушер.
- 21. фебруар 2015. — Марк-Андре Леклерк, "соло" успоном је прошао руту вадичеп од 1,219 m (5.10д, А1) на Серо Торе—најтежа рута икада успета на гранитној кули—у једном дану.
- 2020, 7. фебруар – Немачки алпиниста и параглајдер Фабијан Бул први се попео и полетио са врха Серо Торе.

## У популарној културиː
Серо Торе је приказан у филму Камени Врисак (Scream of Stone) из 1991. године у режији Вернера Херцога са Виториом Мецођорном, Стефаном Гловачем и Доналдом Шатерлендом у главним улогама. 
Џон Кракауер га укратко помиње у У танки ваздух (Into Thin Air) као један од својих ранијих тешких успона (1992.): „Попео сам се на застрашујући, шиљак вертикалног и надвишеног гранита висок један километар по имену Серо Торе; ударио га је ветар од сто чворова, облепљен са ломљив атмосферски ињем, некада се (иако више и не) сматрала најтежом планином на свету“. 
У марту 2014. објављен је авантуристички документарац након „првог слободног успона“ на Серо Торе, са Дејвидом Ламом . Серо Торе – Снежна шанса у паклу (Cerro Torre - A Snowball's Chance in Hell) премијерно је приказан на Међународном филмском фестивалу у Сан Себастијану у септембру 2013. 